# 船内荷役作業主任者

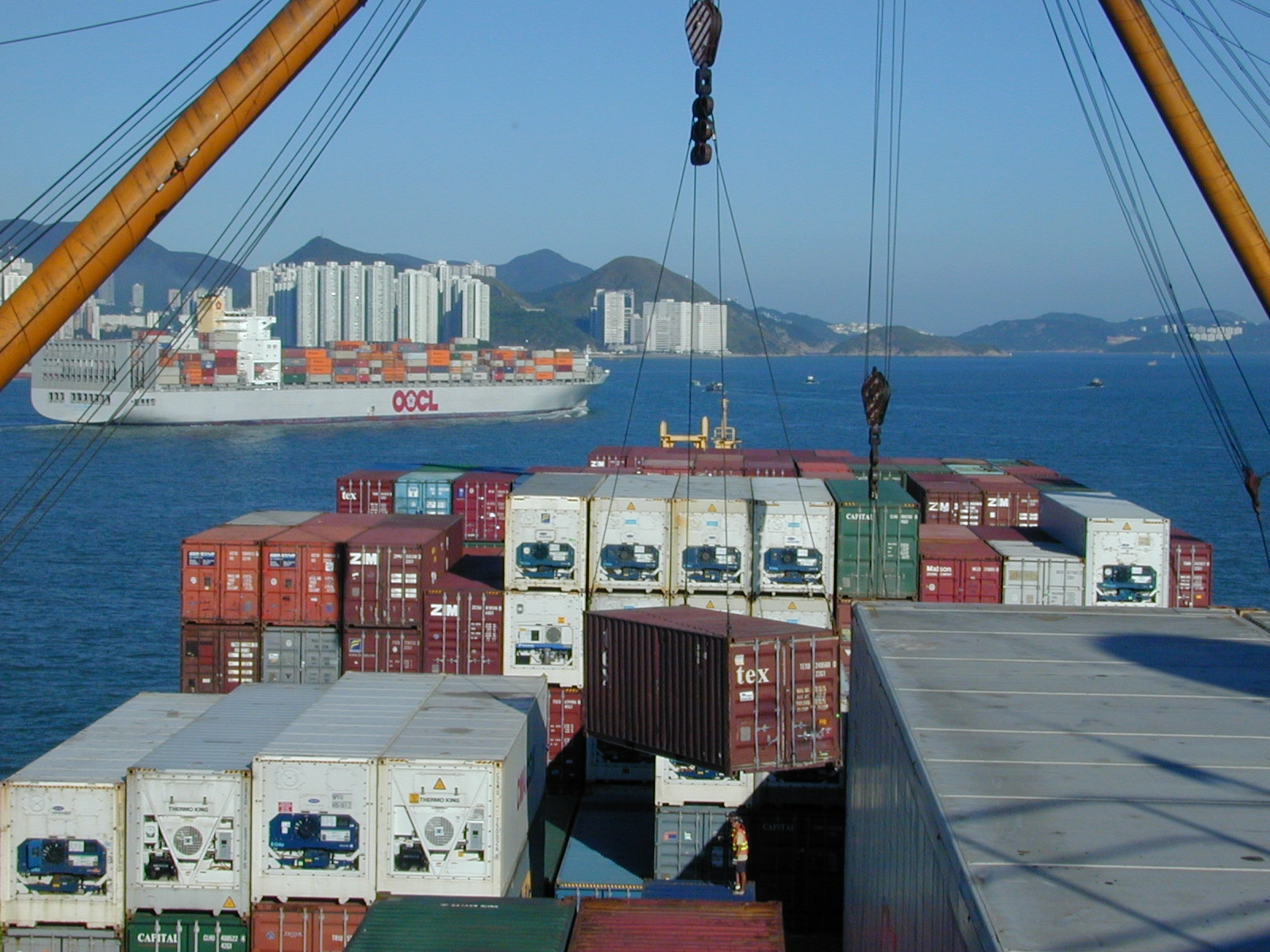
船への海上コンテナ積込み

船内荷役作業主任者（せんないにやくさぎょうしゅにんしゃ）は、労働安全衛生法に定められた作業主任者(国家資格)のひとつであり、船内荷役作業主任者技能講習を修了した者の中から事業者により選任される。
また、主任者となるための技能講習を修了した者すなわち資格取得者のこと、あるいは資格そのものを指すこともある。

## 概要
船舶への荷の積み卸し等（船内荷役）の作業を行う際、揚貨装置などの誤操作等による荷の落下等による労働災害を防止する。

## 受講資格
揚貨装置運転士、クレーン・デリック運転士、移動式クレーン運転士免許を受けた者で、4年以上船内荷役作業の業務に従事した経験を有する者

## 技能講習
港湾貨物運送事業労働災害防止協会等が実施する。

### 講習科目
1. 作業の指揮に必要な知識
2. 船舶設備、荷役機械等の構造及び取扱いの方法に関する知識
3. 玉掛け作業及び合図の方法に関する知識
4. 荷役の方法に関する知識
5. 関係法令
6. 修了試験